# Louis Hynes
Louis Oliver Hynes (Oxford, 9 ottobre 2001) è un attore britannico, conosciuto principalmente per aver interpretato il ruolo di Klaus Baudelaire nella serie televisiva Una serie di sfortunati eventi.

## Biografia
Louis Hynes è nato e cresciuto a Oxford, in Inghilterra. Vive con i suoi genitori, Andrew e Lisa Hynes, suo fratello maggiore Milo, e la sorella minore Lara appena fuori Oxford.  
Ha iniziato la sua carriera nel 2015 recitando nello spettacolo teatrale Intermezzo (in un'acclamata interpretazione di Franz) diretto da Bruno Ravello al festival estivo Garsington Opera. Nel 2016 interpreta Alarico I da giovane nel documentario di History Channel, Barbarians - Roma sotto attacco. Nello stesso anno ha ottenuto il ruolo principale di Klaus Baudelaire nell'adattamento televisivo della saga di Lemony Snicket Una serie di sfortunati eventi, in cui il protagonista, Neil Patrick Harris, riveste i panni del Conte Olaf.
Nel luglio 2017 è apparso in un nuovo adattamento di The Saint, pubblicato su Netflix. Ha interpretato il ruolo del giovane Simon Templar.

## Vita Privata
Ha avuto una relazione con l’attrice irlandese Amybeth McNulty tra il 2020 e il 2021. 
Amante della musica, quando non recita suona il basso ed è un grande frequentatore di concerti e festival.

## Filmografia

### Televisione
- Barbarians - Roma sotto attacco - documentario, 2 episodi (2016)
- The Saint - film TV (2017)
- Una serie di sfortunati eventi (A Series of Unfortunate Events) - serie tv, 25 episodi (2017-2019)
- The Great - miniserie (2020)

## Curiosità
- Nel 2020 ha avuto una relazione con Amybeth McNulty
- Lui e Malina Weissman (che nella serie tv Una serie di sfortunati eventi interpreta Violet Baudelaire, sorella di Klaus, che viene interpretato da Louis) sono stati intervistati nel 2017 dal famoso youtuber e cantante Fabio Rovazzi a Manchester, nel loro Hotel.